# Hamit Karakus
Hamit Karakus (Kırşehir, 22 februari 1965) is een Nederlands bestuurder en politicus namens de PvdA. Karakus was van 2006 tot 2014 wethouder in Rotterdam en van 2021 tot 2023 lid van de Eerste Kamer.

## Jeugd en vroege carrière
Karakus werd geboren in het Turkse Kırşehir, waar hij op het omringende platteland woonde en zijn ouders als boeren werkten. Hij heeft twee broers en twee zussen. Karakus' vader emigreerde eind jaren 60 als gastarbeider naar West-Europa. In 1973 ging de rest van het gezin met hem mee naar het Overijsselse stadje Steenwijk, waar Karakus' vader in een tapijtfabriek werkzaam was.
Hij volgde tussen 1979 en 1983 een LTS-opleiding in Steenwijk met metaalbewerking als specialisatie. Zijn basisschoolleraar had het havo geadviseerd, maar Karakus' vader gaf de voorkeur aan een praktischere opleiding voor zijn zoon. Vervolgens ging hij aan de slag bij een magazijn van Heuga, de tapijtfabriek waar zijn vader ook een baan had.
Tussen 1987 en 1988 volgde Karakus een opleiding aan de Politieschool De Cloese in het Gelderse Lochem en daarna sloot hij zich aan bij de politie Rotterdam-Rijnmond. Hij werkte zeven jaar als agent in Rotterdam-Noord en drie jaar als brigadier in Schiedam. Ook hield Karakus zich bezig met onderzoeken naar georganiseerde misdaad, was hij een tolk vanuit het Turks en was hij woordvoerder over afpersing door de Koerdische Arbeiderspartij. Daarnaast promootte hij de Nederlandse Politiebond in de jaren 1991-94.
In 1998 verliet Karakus de politie om adjunct-directeur bij Atta Makelaars te worden. Hij bleef in die functie tot zijn benoeming tot wethouder in 2006.

## Wethouderschap

### Eerste ambtsperiode
Door de opkomst van Pim Fortuyn raakte Karakus geïnteresseerd in de politiek en in 2002 werd hij lid van de Partij van de Arbeid. Na een paar jaar als vicevoorzitter van de PvdA in Rotterdam actief te zijn geweest, werd Karakus op 18 mei 2006 benoemd tot de wethouder van wonen en ruimtelijke ordening binnen het nieuwe college in de stad. Hij was voorstander van de bouw van grote projecten en wolkenkrabbers en hield zich als wethouder bezig met het aanpakken van huisjesmelkers, hypotheekfraude en overlast door Oost-Europese arbeidsmigranten.
Onder Karakus' leiding ging Rotterdam door met het weigeren van huurders zonder inkomen in achtergestelde wijken om verloedering tegen te gaan – de zogenaamde Rotterdamwet. Ook kocht de gemeente alle panden van vastgoedeigenaar Cees Engel in Rotterdam, met een waarde van ruime €10 miljoen, omdat de gemeente ontevreden was met zijn huurpraktijken. Ook mocht Engel volgens de deal in de toekomst geen nieuwe panden in de regio aanschaffen. Om een oplossing te vinden voor overlast door Oost-Europese arbeiders organiseerde Karakus in december 2017 een Polentop voor gemeenten. In het daaropvolgende jaar kondigde Rotterdam aan dat in bepaalde probleemwijken niet meer dan twee verschillende achternamen per woning geregistreerd mochten staan om overbevolking te voorkomen en dat kantoorgebouwen en slooppanden zouden worden omgebouwd tot huisvesting voor Oost-Europeanen.
Als reactie op de kredietcrisis stelden Karakus en wethouder van financiën Lucas Bolsius €200 miljoen beschikbaar om de grond onder bouwprojecten te kopen, zodat projectontwikkelaars genoeg geld hadden om door te gaan met de projecten. Later datzelfde jaar voerde Karakus nieuw beleid in waardoor woningcorporaties huurders die in hun buurt overlast hadden veroorzaakt konden weigeren en uit huis konden zetten.

### Tweede ambtsperiode en lijsttrekker
Karakus stelde zich kandidaat om bij de gemeenteraadsverkiezingen van 2010 de Rotterdamse lijsttrekker van de PvdA te zijn. Hij verloor uiteindelijk in een verkiezing onder de leden van Dominic Schrijer. Er waren drie deelnemers en Karakus ontving 40% van de stemmen. Hij was uiteindelijk de nummer twee op de kandidatenlijst en werd verkozen tot de gemeenteraad. Hij stapte op 27 mei weer op uit de raad om terug te keren als wethouder in het nieuwe college. Zijn nominatie werd niet gesteund door de raadsleden van Leefbaar Rotterdam, over wie Karakus tijdens de campagne had gezegd dat ze haat en verdeeldheid zaaiden.
Hij bleef strijden tegen huisjesmelkers en riep met succes op tot een wet die het makkelijker zou maken voor gemeenten om huisjesmelkers een verhuurverbod op te leggen en om hun bezit te onteigenen. Eind 2002 werden interne documenten van de gemeente naar de media gelekt waarin de brandveiligheid van Rotterdamse mosliminternaten in twijfel werd getrokken. Raadsleden uitten kritiek op het feit dat Karakus daar niets aan had gedaan, maar hij noemde de internaten veilig genoeg. De gemeente deed aangifte vanwege het lek. Karakus werd in april 2013 naast wethouder ook locoburgemeester, omdat Jantine Kriens aftrad. Begin 2014 werd onder Karakus' leiding het eerste Polenhotel in Rotterdam geopend dat huisvesting biedt aan Oost-Europeaanse arbeidsmigranten om slechte woonomstandigheden tegen te gaan.
In september 2013 kondigde hij aan wederom lijsttrekker van de PvdA te willen zijn bij de gemeenteraadsverkiezingen in het daaropvolgende jaar. Karakus ontving 45% van de stemmen en won van zijn twee tegenstanders. Later dat jaar werd een Rotterdammer gearresteerd die zou proberen Karakus te laten vermoorden. De verdachte had een conflict met de gemeente over een pand. Tijdens de campagne beloofde Karakus in het Turks aan een menigte te zorgen voor de bouw trouwzalen, iets waarover de deelgemeente kon beslissen. Dat leverde hem kritiek op. Bij de gemeenteraadsverkiezingen 2014 verloor de Partij van de Arbeid zes van zijn veertien zetels, waardoor Leefbaar Rotterdam de grootste partij werd. Vijf dagen later kondigde Karakus vanwege het verlies zijn onmiddellijke aftreden aan als leider van de Rotterdamse PvdA en als wethouder. Ook weigerde hij zijn zetel in de gemeenteraad. Bij zijn afscheid ontving Karakus de Wolfert van Borselenpenning van burgemeester Ahmed Aboutaleb.

## Verdere carrière
In september 2014 werd Karakus algemeen directeur van Platform31, een kennis- en netwerkorganisatie voor stedelijke en regionale ontwikkeling. In maart 2018 werd hij tevens directeur van Onderzoeksinstituut IVO, dat zicht focust op sociaal kwetsbare groepen. Karakus' aanstelling was het begin van een samenwerking tussen beide organisaties. Naast deze hoofdfuncties werd hij lid van een aantal raden van toezicht en advies van organisaties als Hogeschool Rotterdam, Stichting BOOR (verantwoordelijk voor onderwijs in Rotterdam), Stichting Nederlandse Register Vastgoed Taxateurs en woningcorporatie Eigen Haard.
In februari 2019 benoemde Kajsa Ollongren, minister van binnenlandse zaken, Karakus tot bestuurlijk regisseur om overheden en woningcorporaties te ondersteunen bij het sluiten van overeenkomsten over sociale huurwoningen in gebieden waar Vestia actief was. Vestia kon namelijk vanwege financiële problemen niet genoeg in sociale huurwoningen investeren. In 2020 werd aangekondigd dat vijftien woningcorporaties 10.000 woningen van Vestia zouden overnemen met steun van de overheid.

### Eerste Kamer
Bij de Eerste Kamerverkiezingen 2019 was Karakus de zevende kandidaat van de PvdA. Hij werd niet verkozen, omdat zijn partij zes zetels won. Op 2 maart 2021 werd hij benoemd tot lid van de Eerste Kamer als eerste Turks-Nederlandse senator in de vacature die ontstond na het vertrek van Jopie Nooren vanwege een nieuwe functie bij de Hogeschool van Amsterdam. Karakus bleef actief in zijn andere functies en kreeg in de Eerste Kamer de portefeuilles waterstaat, landbouw, natuur, milieu, infrastructuur, dierenwelzijn, visserij, volksgezondheid, welzijn en sport. Ook is hij lid van de volgende commissies:
- Economische Zaken en Klimaat / Landbouw, Natuur en Voedselkwaliteit
- Immigratie & Asiel / JBZ-Raad
- Infrastructuur, Waterstaat en Omgeving
- Justitie en Veiligheid
- Volksgezondheid, Welzijn en Sport

In juli 2021 kondigde Karakus aan dat hij zou vertrekken bij Platform31 en IVO en zijn vervanger, Victor Everhardt, ging aan de slag in februari 2022. Rond diezelfde tijd werd hij voorzitter van commissie die de Rotterdamse politie adviseert over diversiteit, inclusiviteit, discriminate en racisme. Ook ging hij begin 2022 aan de slag als programmadirecteur van een project om de Vlaardingse achterstandswijk Westwijk te verbeteren. Karakus vertelde dat het ondersteunen van mensen in armoede zijn prioriteit was bij het aanpakken van de problematiek. Hij besloot om zich niet verkiesbaar te stellen voor de Eerste Kamerverkiezingen van 2023. De NOS berichtte dat daaraan voorafgaand het partijbestuur het advies van de partijcommissie niet had opgevolgd door Karakus op een lagere plaats op de kandidatenlijst te plaatsen. Zijn ambtstermijn eindigde per 13 juni 2023.

### Hoofdcommissaris
Karakus werd op 1 september 2023 benoemd tot de nieuwe politiechef van de Eenheid Noord-Holland. Hij volgde Wim van Vemde op, die onlangs met pensioen ging. Karakus werd de eerste politiechef van Turkse komaf en hij geeft leiding aan de 3.500 agenten van de in Haarlem gevestigde eenheid.

## Privéleven
Karakus heeft een vrouw, twee dochters en een zoon. Hij heeft afstand gedaan van zijn Turkse nationaliteit om de dienstplicht te ontlopen.